# José Vicente de Freitas
José Vicente de Freitas (Calheta, Madeira, 22 de enero de 1869-Lisboa, 4 de septiembre de 1952) político y militar portugués. primer ministro de Portugal desde 1928 a 1929.
En sus funciones militares coordinó el trabajo de cartografía, incluida la realización del Plan de Lisboa con todas las mejoras realizadas y proyectadas en la ciudad (hacia 1910), una carta de notable calidad técnica y artística.
Además del Ejército y la Política, también se dedicó a la docencia, ya fuera como autor de manuales escolares (Dibujo) para la educación secundaria o como organizador de cursos para la escuela de cable y sargentos del Ejército. Fue profesor en el Colegio Nacional desde 1895, institución de la que fue director a partir de 1917.

## Biografía
Estudió en la oficialidad del ejército, teniendo una destacable hoja de vida, hacia el 28 de mayo de 1926, Freitas, férreo opositor a la Primera República Portuguesa, encontrándose en el cargo de coronel, fue uno de los principales gestores del golpe de Estado, que instauró la Dictadura Militar.
Caracterizado por ser un militar ultraconservador, Freitas fue llamado a incluirse al gobierno y las juntas, siendo designado en 1926 ministro de Finanzas, ya que había ocupado otros cargos públicos en su natal Madeira.
En el cargo de ministro de Finanzas, fue reemplazado rápidamente por António de Oliveira Salazar, con el cual nacería una enemistad dentro del gobierno.
Fue designado primer ministro de Portugal, en 1928, acentuándose la disputa dentro del gobierno militar, Freitas al igual que sus predecesores ocuparía menos de un año el cargo y sería reemplazado.
Con apariciones intermitentes en la vida pública, llegó el año 1933 y se abrió el debate final para la elaboración de la Constitución portuguesa de 1933, que instauraría el Estado Novo y el salazarismo.
Freitas fue un abierto opositor a la iniciativa del nuevo primer ministro, temiendo por la formación de una Unión Nacional muy liberal para sus gustos.
En 1933, siendo alcalde de Lisboa, intentó conspirar contra la constitución y contra Salazar, siendo destituido y alejándose de la vida pública.
Alcanzó el rango de general y fue premiado con la Orden de la Torre y la Espada.
Falleció en Lisboa en 1952.